# Мессіна
Мессіна (італ. Messina, сиц. Missina) — місто та муніципалітет в Італії, у регіоні Сицилія, столиця провінції Мессіна. Покровителька міста — Діва Марія. Свято міста — 3 червня. Мессіна розміщена на відстані близько 490 км на південний схід від Риму, 195 км на схід від Палермо. Населення — 240 414 осіб (2014). Щорічний фестиваль відбувається 3 червня та 15 серпня. 

## Назва
- Мессана (лат. Messana) — назва римської доби.
- Занкла (грец. Ζάγκλη) — давньогрецька назва.

## Історія

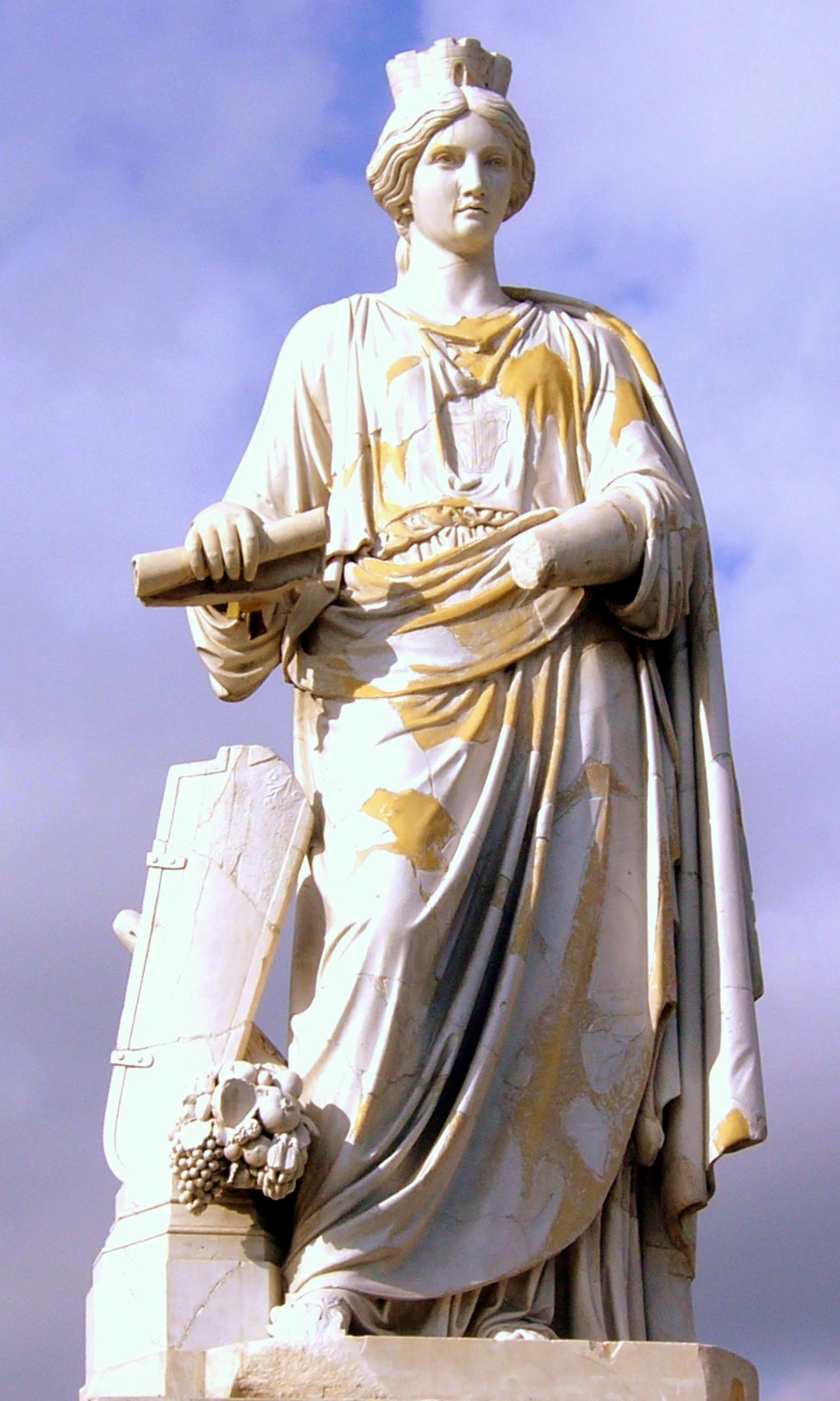
Статуя, що зображає вдячну Мессіну за надання їй вільного порту (Порто-франко). Джузеппе Прінці

Мессіна заснована грецькими колоністами з Халкіди на місці поселення племені сікули близько 730 до н. е. і спочатку називалася Занкла (др.-грец. Ζάγκλη від др.-грец. ζάγκλον — серп) через форму гавані біля неї. У V столітті до н. е. належала Афінам і розвинулася в значне торгове місто. Близько 493 до н. е. перейменована й отримала назву Мессана на честь грецької Мессени на півдні Пелопоннеса. Наприкінці V ст. до н. е. в місті правив відомий тиран Скіф як ставленик Гіппократа, тирана Гели.
У 396 до н. е. місто розорене карфагенянами, при Діонісії Сіракузькому відбудоване заново.
У 312 до н. е. Мессіна потрапила під владу Агафокла, а в 288 до н. е. захоплена бунтівними кампанійськими найманцями на службі Сіракуз — мамертинцями («синами Марса»).
З першої Пунічної війни залишилася в руках Риму.
Увечері 28 грудня 1908 року місто було майже повністю зруйноване землетрусом та пов'язаним із цим цунамі, у результаті чого загинуло близько 100000 осіб і знищена більшість стародавних архітектурних пам'яток.
У червні 1955 року тут проходила  Мессінська конференція 1955 — конференція шести країн Європейської спільноти з вугілля та сталі (ЄСВС), яка стала поворотним моментом в історії європейської інтеграції.

## Демографія
Населення за роками:

Станом на 1 січня 2023 року в муніципалітеті офіційно проживало 11 080 іноземців з 122 країн, серед них 1679 громадян країн Євросоюзу та 148 громадян України.( 8 місце у таблиці).

## Транспорт
- Трамвай у Мессіні

## Сусідні муніципалітети
- Ф'юмедінізі
- Італа
- Монфорте-Сан-Джорджо
- Рометта
- Сапонара
- Скалетта-Цанклеа
- Віллафранка-Тіррена

## Персоналії
- Джузеппе Прінці (1825—1895) — італійський скульптор
- Тано Чимароза (1922—2008) — італійський актор, режисер, сценарист
- П'єтро Джованні Доннічі (* 1954) — італійський дипломат.

## Галерея зображень

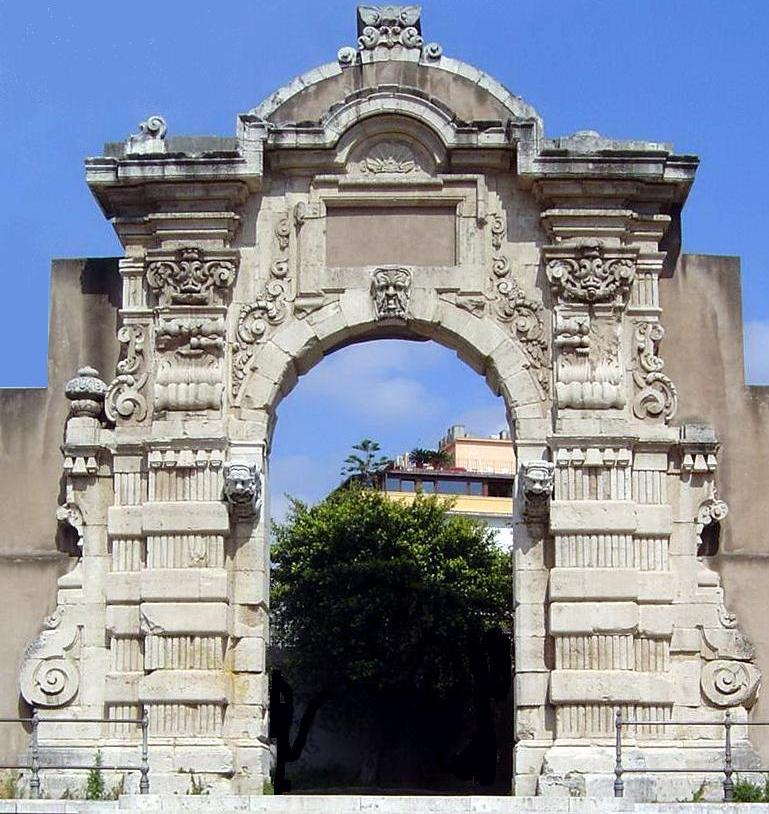
Porta Grazia, ворота стародавньої фортеці
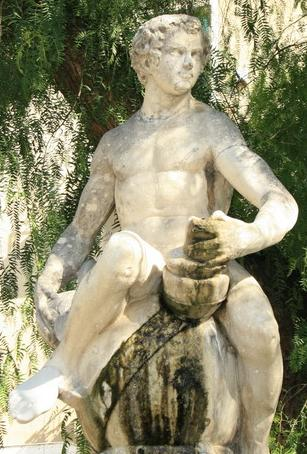
Фонтан Дженнаро, Рінальдо Бонанно (1590)
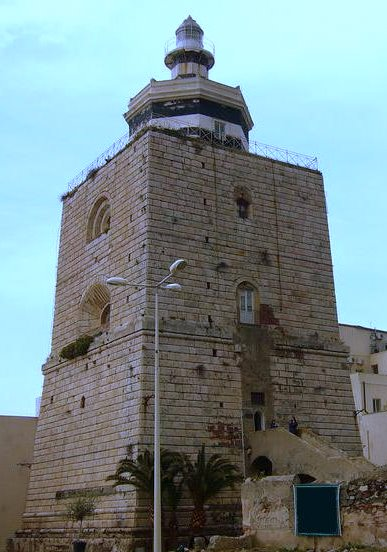
Башта Ліхтар, Джованні Анджело Монторсолі (1557)
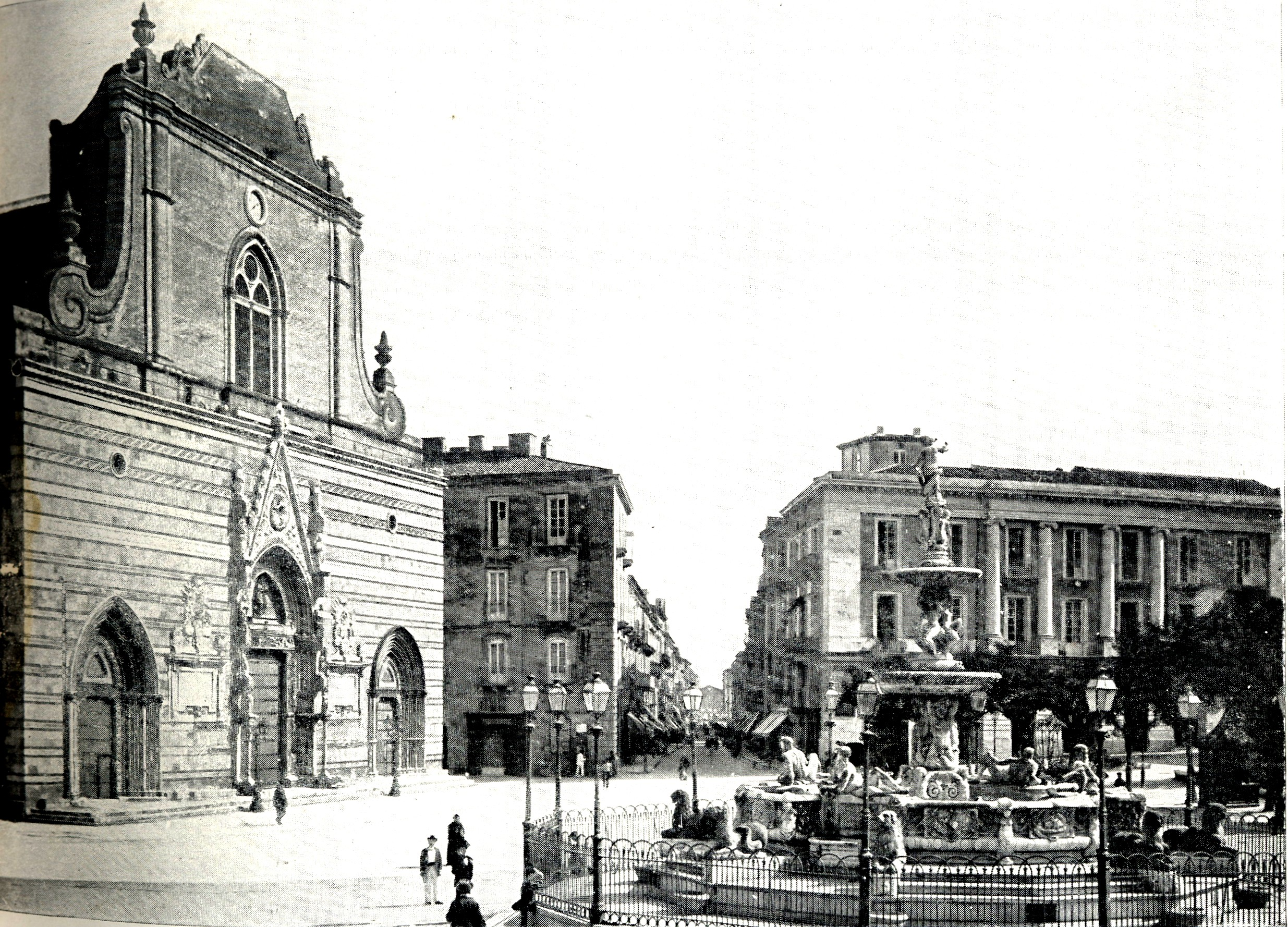
Площа дель Дуомо до катастрофи 1908
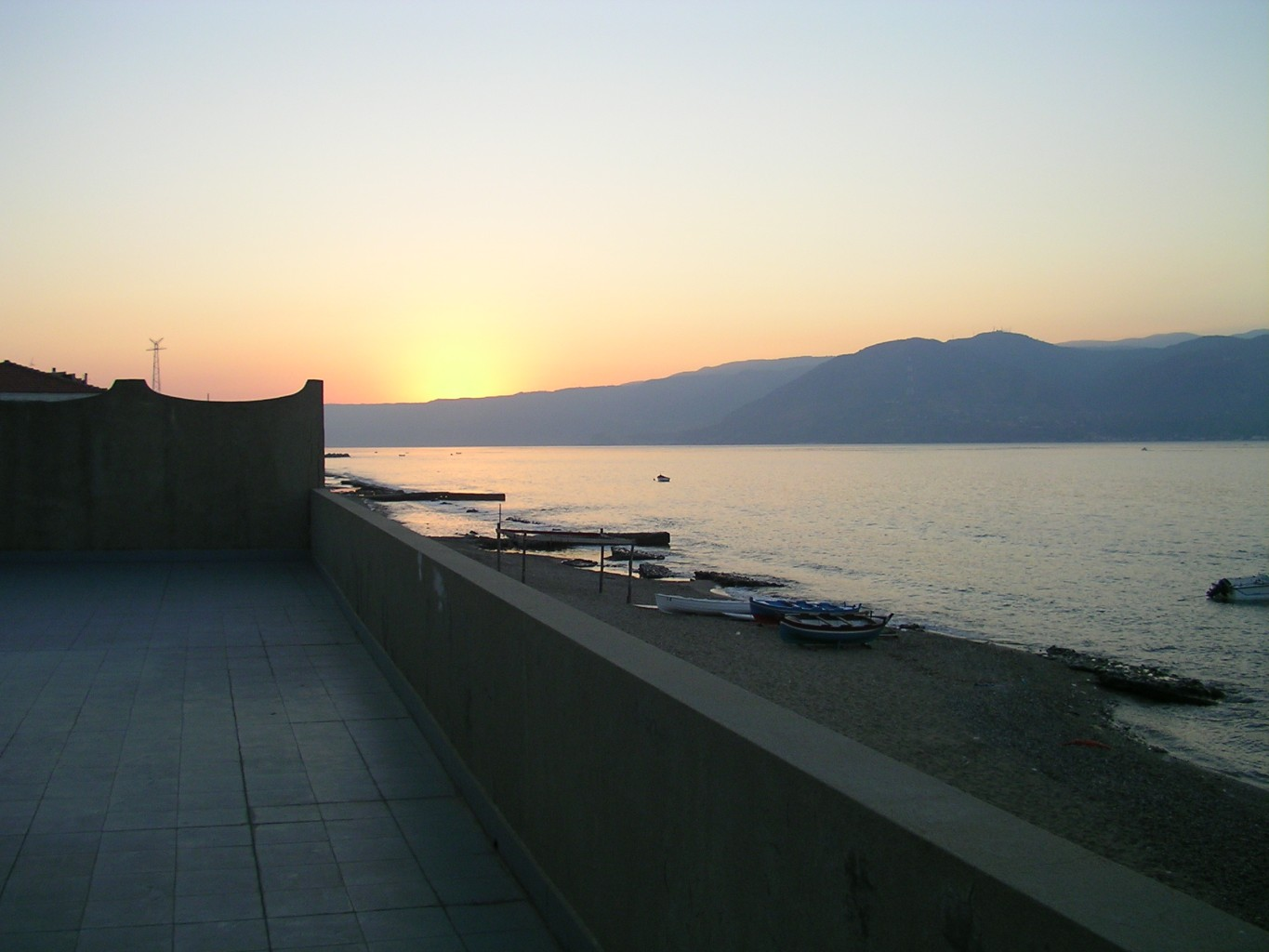
Протока в сутінках, вид з Гандзірі
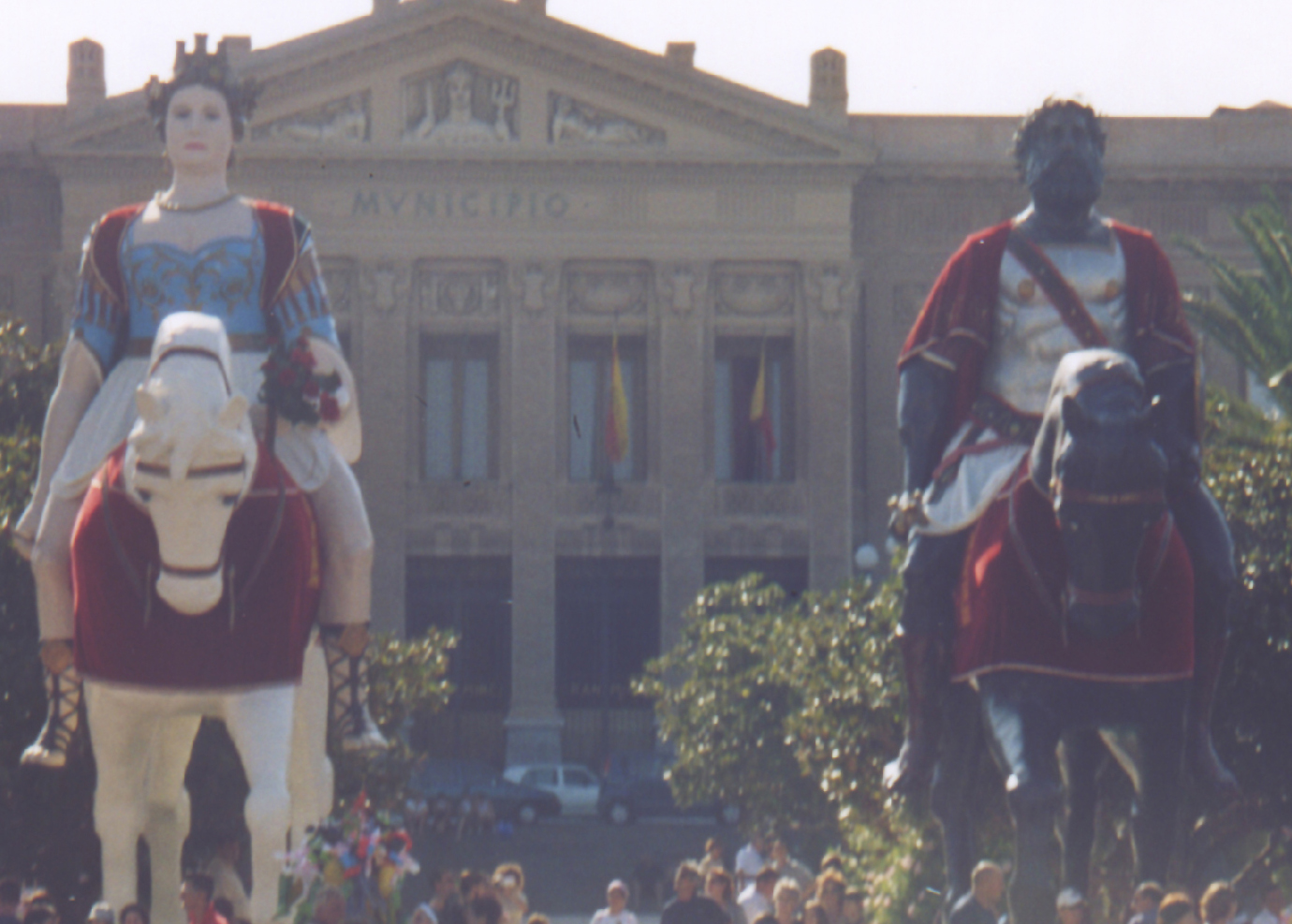
Гіганти Мата і Грифон, легендарні засновники міста, перед палацом Zanca
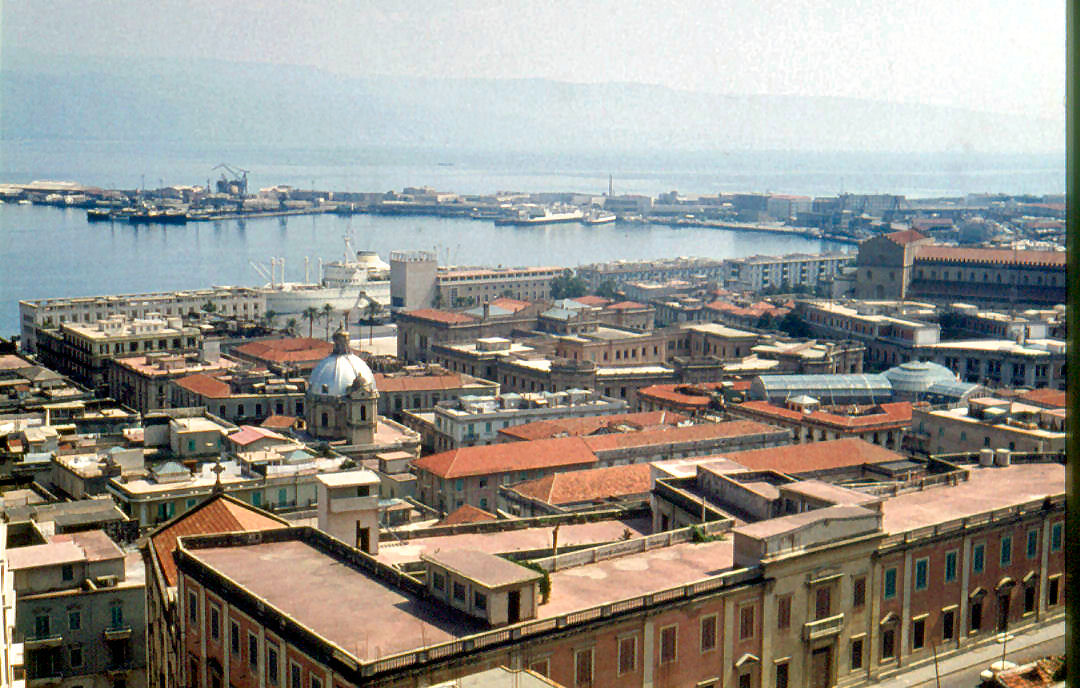
Вид на старе місто і порт
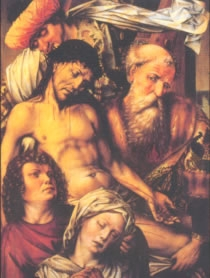
"Зняття з хреста" фламандського художника Коліджін де Котера, краєзнавчий музей
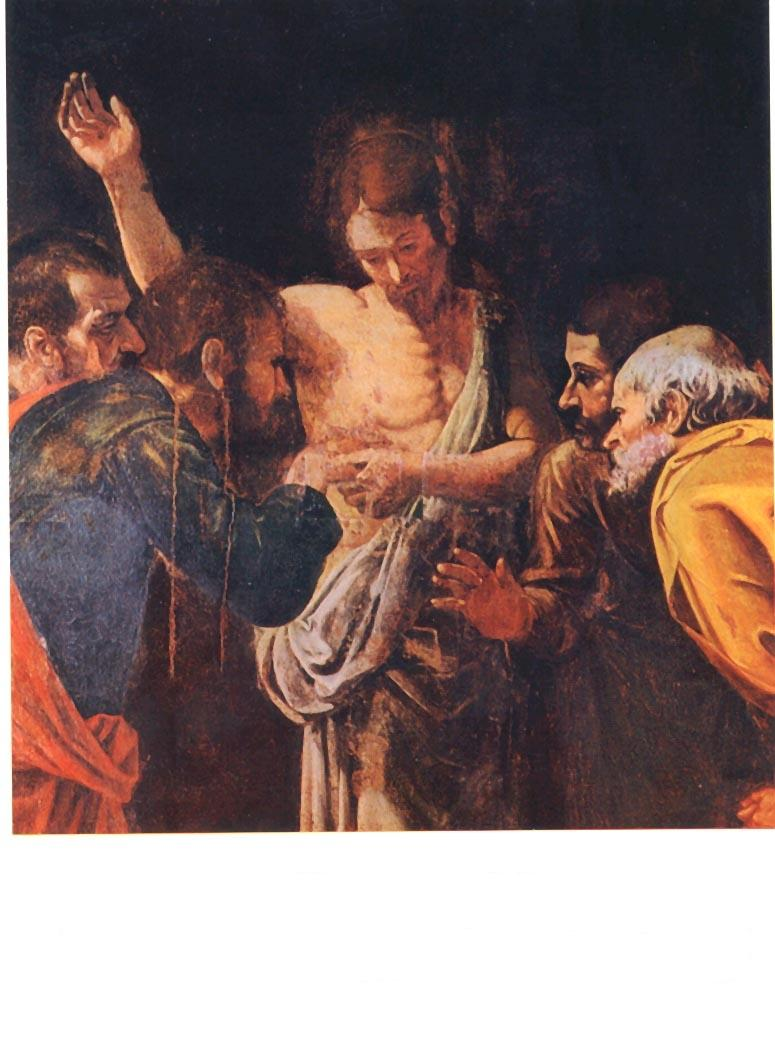
"Фома Невіруючий", Алонсо Родрігес, XVI ст., Краєзнавчий музей
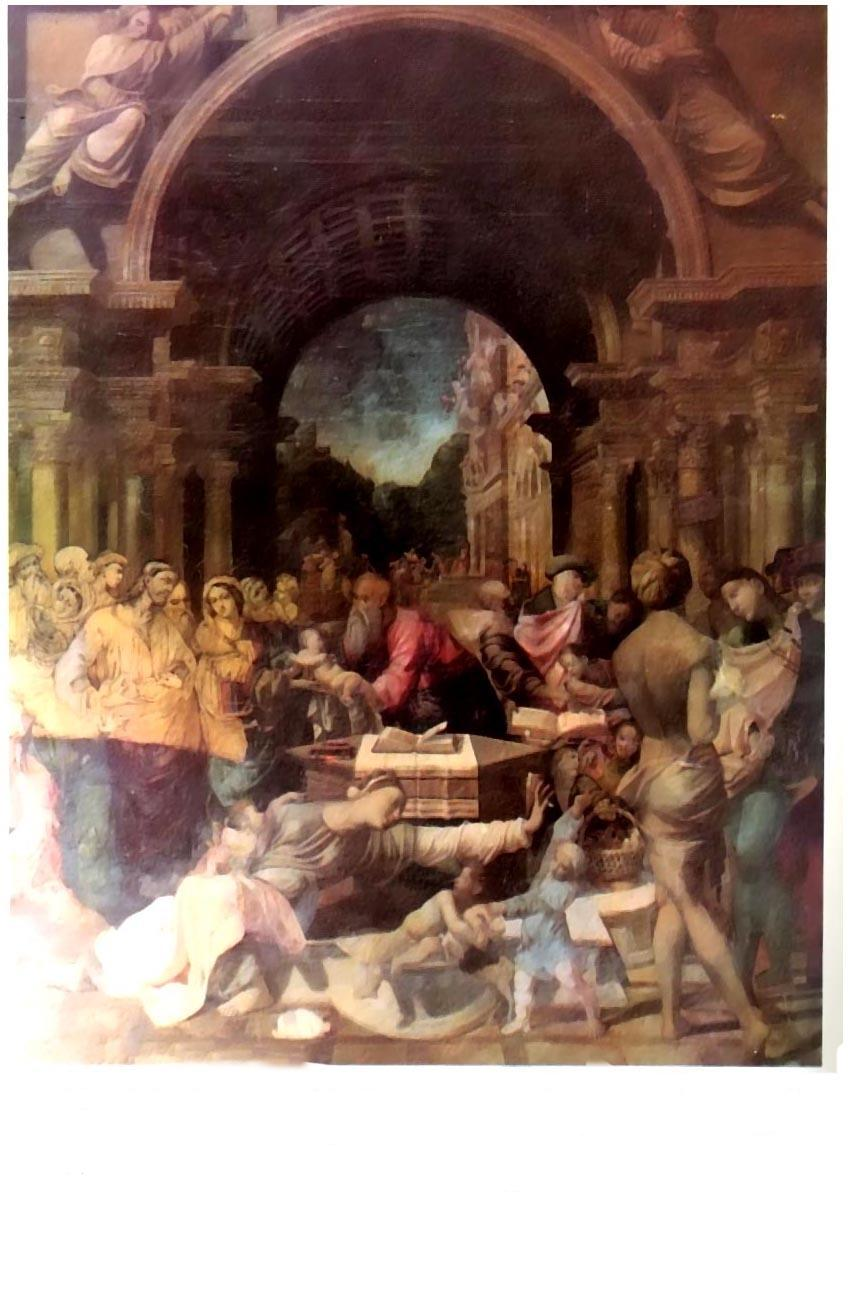
«Введення в храм" Джироламо Алібранді, XVI ст., Краєзнавчий музей
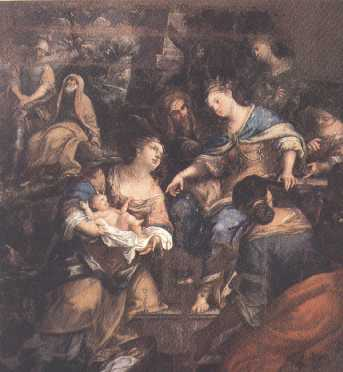
"Народження Мойсея", Джон Туккарі, XVI ст., Краєзнавчий музей